# Matilde Pastora Asian González
Matilde Pastora Asian González (1 de setembre de 1955) és una inspectora d'hisenda i política espanyola, diputada pel Partit Popular al Congrés durant la X, XI i XII legislatura d'Espanya.

## Biografia
Llicenciada en Ciències Econòmiques i Empresarials, posseeix també un màster en Alta Direcció per l'Institut Bravo Murillo. Després d'aprovar l'oposició al Cos d'Inspectors d'Hisenda de l'Estat, ha exercit en diferents llocs de l'Agència Tributària com a Cap de la Dependència de la Gestió Tributària de la AEAT a Canàries, Cap de la Dependència Regional d'Inspecció Tributària de la AEAT a Canàries i Cap d'Equip de l'Oficina Nacional. Com a auditora de comptes, pertany a l'Institut de Censors Jurats de Comptes. També ha treballat com a professora associada a la Universitat de Las Palmas de Gran Canaria.
Va ser presidenta del Consorci de la Zona Especial Canària. En 2007 va ser nomenada viceconsellera d'Economia i Assumptes Econòmics amb la Unió Europea del Govern de Canàries i en 2011 va ser escollida diputada per Las Palmas al Congrés, sent reelegida en 2015 i 2016. Va formar part de la Direcció del Grup Parlamentari Popular al Congrés, com a portaveu adjunta de l'Àrea Econòmica, i l'11 de novembre de 2016 va ser nomenada Secretària d'Estat de Turisme.